# Arnarulunnguaq
Arnarulunnguaq (født 1896, død 2. oktober 1933) var en grønlandsk ekspeditionsdeltager.
I 1921 da Knud Rasmussen skulle begynde sin femte Thuleekspedition, var fangeren Iggiannguaq og hans kone Arnarulunnguaq, blandt ekspeditionsdeltagerne der skulle ledsage Knud Rasmussen. Lige før ekspeditionens afrejse fra Nuuk døde Iggiannguaq af lungebetændelse, og Arnarulunnguaq blev spurgt om hun ville rejse hjem, eller deltage i ekspeditionen. Da første del af ekspeditionen sluttede 1923 i Hudson Bay, vendte de fleste af deltagerne hjem, mens Knud Rasmussen sammen med Arnarulunnguaq og hendes fætter Qaavigarsuaq Miteq, fortsatte med hundeslæde gennem Nordvestpassagen til Beringstrædet. En tur, der varede to år, forløb under ekstremt krævende forhold og førte holdet gennem ukendte arktiske egne med lige så lidt kendte inuitstammer.
Knud Rasmussen fik efterfølgende fortjent ære og opmærksomhed, mens den grønlandske kvinde, som fulgte Knud Rasmussen på den 18.000 kilometer lange slæderejse, tilberedte mad og holdt det livsnødvendige skindtøj i orden, stort set er ukendt udenfor Qaanaaq.

## Erindringsmanifestationer
I 2024 blev det annonceret, at Arnarulunnguaq er udvalgt som motiv på en af Nationalbankens nye pengesedler, der udgives i 2028.